# Gaza (grad)
Gaza (arap. Ġazza, غزة‎; hebr. ‘Azza, עַזָּה) najveći je grad u Pojasu Gaze, području Palestinske samouprave. Grad je 2017. godine imao 590.481 stanovnika, a čitav pojas oko 1,89 milijuna koji gravitiraju gradu.
Grad se nalazi na obali Sredozemnoga mora, ima morsku i međunarodnu zračnu luku koja nije u funkciji (djelomično razrušena). Veliki dio stanovnika Palestinske su izbjeglice (ili njihovi potomci). 
Gaza je naselje duge povijesti koja seže do 2000. god. pr. Kr. U gradu se nalazi veliki broj značajnih građevina od kojih se izdvaja Velika džamija Al Omari iz 12. stoljeća, kao i crkva sv. Porfirija iz 4. stoljeća

## Etimologija
Ime „Gaza“ iz arapskog Ġazza (غَزَّة‎), dolazi od arapske riječi azza (عَزَّ) ili hebrejske riječi ʻaz (עַז), koje obje znače „jak, snažan” ili „silan”. Hebrejski naziv grada je ʕazzā, što znači „uporište”, „tvrđava”. Hebrejski ʻAzzā (עַזָּה‎) ili arapski Ḡaza (غَزَّة‎),  Egipćani su preuzeli kao gꜣḏꜣtw, a Grci kao Gáza (Γάζα).

## Geografske odlike
Grad Gaza se proteže na površini od otprilike 46 km². Smješten je na obali Sredozemnoga mora, između Sjeverne Afrike i zemalja Levanta. Gaza se nalazi 78 kilometara jugozapadno od Jeruzalema, 71 kilometar južno od Tel Aviv-Jaffe i 30 kilometara sjeverno od Rafaha.
Velik dio modernog grada izgrađen je duž ravnice ispod brda, posebno na sjeveru i istoku. Plaža i luka u Gazi nalaze se 3 kilometra zapadno od gradske jezgre, a prostor između njih u potpunosti je izgrađen na niskim brdima. Urbana središta su četvrti al-Zejtun u unutrašnjosti blizu glavne ceste te Rimal, Šeik Radvan i al-Nasr blizu mora.
Obalna cesta Rašid proteže se uz obalu Pojasa Gaze, povezujući ga s ostatkom obale Pojasa Gaze na sjeveru i jugu. Glavna cesta Pojasa Gaze, cesta „Saladin”, prolazi kroz središte grada Gaze, povezujući ga s Deir al-Balahom, Han Junisom i Rafahom na jugu, te Džabalijom i Bejt Hanunom na sjeveru. Ulica Omara Muktara glavna je ulica u smjeru sjever-jug u gradu Gazi; odvaja se od ulice Saladin i proteže se od obale Rimal do Starog grada, gdje završava kod „Zlatne tržnice”.
Gaza ima vruću polusušnu klimu (Köppen: BSh) s mediteranskim karakteristikama, koju karakteriziraju blage, kišne zime i suha, vruća ljeta.
Proljeće dolazi oko ožujka ili travnja, a najtopliji mjesec je kolovoz, s prosječnom maksimalnom temperaturom od 31,7 °C. Najhladniji mjesec je siječanj, s temperaturama koje obično padaju na 17,96 °C. Kiša je rijetka, pada gotovo isključivo između studenog i ožujka, s godišnjom količinom oborina od oko 542 milimetra.

## Povijest
Današnja Gaza izgrađena je na temelju antičkog grada i katkad je bila opisana kao jedan od najstarijih gradova na Zemlji.
Od Tutmozisa lll. do Ramsesa lV. Gaza, tada poznata kao Āl Ĥazzati (u Pismima iz Amarne, je bila središte egipatske uprave u južnom Kanaanu, dok je u 12 st. pr. Kr. nisu osvojili Filistejci u naletu tzv. „naroda s mora". Na temelju svojega povoljnog položaja Gaza je bila krajnja točka puta tamjana. U 8 st. pr. Kr., grad Hāzat uzdigao se do najvažnijeg grada u Filistejaca u Pentapolisu (pet filistejskih gradova u Palestini: Aškelon, Ašdod, Ekron, Gat i Gaza). 
U 8. i 7 st. pr. Kr. grad je više puta promijenio vladara. 734. pr. Kr. grad su osvojili Asirci pod vodstvom Tiglat Pilesara III. Sami su Asirci Gazu nazvali: „grad na egipatskom potoku“ (Nahal Mušur). U Nimrud –Prismi proslavio se i Sargon II. Hanunu od Gaze pobunio se 720. g. pr. Kr. protiv Sargona II. Svrgnut je, ali grad nije razoren. 609. pr. Kr. Gaza je ponovo postala egipatska. 605./4. pr. Kr. priključila se Novobabilonskom carstvu. Pod perzijskim Ahemenidima uživala je, zbog svoje važnosti kod trgovine s Arabijom, vrlo veliku autonomiju. 

### Antika
U antici, Gaza je bila važna kao lučki grad između Afrike, Azije i Europe. Prostor staroga grada proteže se u kvadratnom obliku na 1km². Bio je osiguran položajem na brdu, kao i gradskim zidom s vratima na četiri strane svijeta. Aleksandar III. Veliki je u Gazi 332. godine dao izgradio tvrđavu.
Nakon propasti Aleksandrijskog carstva, oko Gaze su se sukobljavali Dijadosi, Ptolomejevići i Seleukidi, dok 200. pr. Kr. konačno nije prešla u seleukidske ruke. Upravo u to vrijeme počeo je gospodarski slom grada, dok konačno nije izgubio ulogu trgovačke metropole, kojom tada postaje Aleksandrija. 98. pr. Kr. Aleksandar Janej u potpunosti je uništio grad. Rimljani, posebno prokonzul Gabinije, sredinom će 1. st. pr. Kr. južno od starog gradskog brda ponovno sagraditi Gazu. U rimsko vrijeme bila je prije svega poznata po svojoj školi govorništva. 

### Srednji vijek
U 5. st. grad je u velikoj većini kršćanski, ali postoji i židovska zajednica (ostatci sinagoge datirane u 508./9. s grčkim i hebrejskim natpisima). Svoju važnost za trgovinu više nije zadržala. Tek u 7. st., nakon propasti Bizantinaca zbog Arapa, trgovina s Mekom dobila je maha po putu tamjana. 
Oko 638. godine Gazu je osvojio ashabi Amr ibn el-As za Rašidunski Kalifat. Kako muslimani tradicionalno grad zovu Ḡazat Hāšim, u čast Muhamedovog pradjeda Hašima koji je navodno sahranjen u gradu, on nije bio razoren, ali su bizantski vojnici masakrirani. Većina stanovništva je prihvatilo islam, arapski je postao službenim jezikom i neke su crkve pretvorene u džamije, kao što je Velika džamija u Gazi, izvorno crkva iz 5. stoljeća. U gradu je 767. godine rođen i Imam Šafi, islamski učenjak, poznat kao osnivač šafijskog mezheba, jedne od četiri velike pravne škole u sunitskom islamu. Za abasidske vladavine, geograf Al-Mukadasi je opisao Gazu kao „veliki grad na glavnom putu za Egipat na granici s pustinjom”. Fatimidski Kalifat je područje Gaze preuzeo od bujidskog prebjega i vladara Sirije, turkijskog vojskovođe Alptakina, 978. godine.
Križari pod Baldovinom I., kraljem Jeruzalema (1100.), opljačkali su grad Gadres.[nedostaje izvor] 1152. Baldovin III. izgradio je utvrdu, a 1170. Saladin je bezuspješno opsjedao grad. Nakon bitke kod Hattina 1187., konačno je predan Saladinu bez borbe 1188. godine, u zamjenu za templarskog velikog majstora Gérarda de Rideforta, koji je zarobljen u bitci. U bitci kod Gaze (1239.) i bitci kod La Forbieja (1244.), križari su poraženi od muslimanskih vojski u blizini grada.
Pod vladavinom egipatske dinastije Mameluka, Gaza je postala sjedište uprave obalnog pojasa oko sjevera Cezareje Primorske. Od 15. st. nalaze se izvještaji o brojnom židovskom stanovništvu uz arapsko.[nedostaje izvor]

### Novi vijek
Nakon što su Osmanlije pobijedile u bitci kod Mardž Dabika u blizini Alepa 1516. godine, Palestina je pala pod osmansku vlast. Iako su gradski čelnici u Palestini predali ključeve svojih gradova novim vladarima, Gaza je postala jedino poprište otpora Osmanlijama. Osmanlije su ugušile pobunu i grad je postao sjedištem sandžaka Gaza u većem ajaletu Damaska. Uslijedilo je gotovo stoljeće vladavine begova iz obitelji Ridvan koje se drži za zlatno doba Gaze, kada je Gaza bila kulturno i vjersko središte, te na neki način „prijestolnica Palestine”.
Dana 25. veljače 1799. Napoleon Bonaparte okupirala je Gazu na putu prema Jaffi i neuspješnoj opsadi Akre.
Muhamed Ali Egipatski osvojio je Gazu 1832. godine i desetljeće gospodarskog uspona, utemeljen na proizvodnji sapuna i pamuka, te trgovine s Egiptom i sjevernom Sirijom, završilo je izbijanjem kuge 1839. godine. Već slijedeće godine Osmanlije su ponovno zavladale Gazom, ali je grad zapao u stagnaciju.
Procjenjuje da je stanovništvo Gaze tijekom 19. stoljeća poraslo s 8.000 na preko 20.000, pa je zabilježeno da je 1896. godine u Gazi živjelo 20.750 stanovnika, među kojima je 786 kršćana

### 20. stoljeće
U I. svjetskom ratu Turci su ondje izgradili prvu liniju obrane protiv Britanaca. Nakon neuspješnog napada u ožujku 1917. Britanci su 7. studenog 1917. zauzeli grad. Po završetku rata, bila je, kao i cijeli Pojas Gaze, dio britanskog mandata Palestine. 
God. 1948. zaposjeli su je Egipćani, a kao rezultat nakbe (tj. „stradanja”, kako Arapi zovu etničko čišćenje) u Prvom arapsko-izraelskom ratu, gotovo 200.000 izbjeglica stiglo je u Pojas Gaze, uglavnom s obalnih ravnica i iz Jaffe.
God. 1956. osvojio ju je Izrael tijekom Sueske krize, a pod međunarodnim pritiskom napustio 1957. i vraćena je Egiptu. Djelomice je bila pod nadzorom snaga UN-a (Hitne snage Ujedinjenih naroda, UNEF I), koje kontroliraju granicu prema Izraelu, od studenog 1956. do lipnja 1967. godine. Te godine, tijekom Šestodnevnog rata (treći Arapsko-izraelski rat) Izraelske snage osvojile su Gazu.
God. 1973., Ahmed Jasin osnovao je islamističku organizaciju Moujamma al-Islami (Hamas). 
Nakon mirovnog sporazuma u Camp Davidu (1979.) i egipatsko-izraelskog razgraničenja 1982., ostala je pod izraelskom vojnom upravom.
Potkraj 1987. u Gazi je počela masovna palestinska pobuna (intifada), koja je trajala do početka 1990-ih. 
Izrael je s Palestinskom oslobodilačkom organizacijom (PLO) 1993. godine (Sporazum iz Osla) dogovorio ograničenu palestinsku autonomiju u Gazi (Pojas Gaze) i na dijelovima Zapadne obale.
prijenos vlasti na Palestinsku nacionalnu upravu (PNA) otežavali su oružani incidenti zbog kojih je Izrael (u drugoj polovici 1990-ih) Gazu često prometno blokirao.

### 21. stoljeće
Nakon nove palestinske pobune, od kraja rujna 2000. godine (Druga Intifada), Gaza je bila poprište ograničenih oružanih sukoba (s približno 400 poginulih do početka 2001.). Izraelske snage povukle su se iz Gaze 2005. (povučeno je oko 9.000 židovskih doseljenika).
Od srpnja 2007. pod političkom je kontrolom Hamasa, koji je potisnuo PLO iz Gaze. Uslijedila je izraelska kopnena i pomorska blokada uz povremene oružane incidente. Teroristički napadi palestinskih ekstremista izazvali su izraelsku vojnu intervenciju krajem 2008. i početkom 2009. godine (u izraelskim napadima na uporišta Hamasa i druge ciljeve u Gazi ubijeno je oko 5.500 Palestinaca, od toga najmanje oko 700 civila). Hamas je održao svoju prevlast, čime je nastavljena politička podvojenost PNA. Odgovarajući na povremene raketne napade i druge oružane akcije Hamasa, izraelska je vojska tijekom srpnja i kolovoza 2014. napadala Gazu; poginulo je oko 2150 Palestinaca (najviše civila), dok je Izrael imao oko 70 poginulih (uglavnom vojnika). 
Potkraj ožujka 2018. u pograničnome pojasu Gaze prema Izraelu započeli su masovni palestinski prosvjedi (nazvani »Veliki marš za povratak«), s ciljem okončanja izraelske blokade i povratka palestinskih izbjeglica (tijekom 2018–19. u prosvjedima je ubijeno oko 200 Palestinaca). 
Istodobno su učestali raketni napadi islamističkih skupina na Izrael; u svibnju i studenome 2019. najviše ih poduzima Pokret islamskoga džihada u Palestini, pa izraelska vojska uzvraća napadima na njegova uporišta u Gazi. 
Godine 2020. nezaposlenost mladih u teško siromašnom području iznosila je 61%.  U međuvremenu, Hamas je izgradio sustav tunela za koji se vjeruje da je dug oko 500 km ispod gusto naseljenog područja.
Deložacija nekoliko palestinskih obitelji iz Istočnoga Jeruzalema početkom svibnja 2021. potaknula je prosvjede i nove sukobe u Gazi (dijelom i na Zapadnoj obali). Slijedili su raketni napadi Hamasa i njegovih saveznika na ciljeve u Izraelu, te napadi izraelske vojske na Gazu. U sukobima od 10. do 21. svibnja 2021., kada je uspostavljeno primirje (uz posredovanje Egipta), poginulo je oko 250 Palestinaca (približno polovicu čine civilne žrtve), dok je Izrael imao 12 poginulih (u Gazi je uništeno više od 750 stambenih zgrada i objekata, a više tisuća ih je oštećeno).
Veća razaranja traju od listopada 2023., poslije terorističkog napada pripadnika Hamasa na nekoliko židovskih naselja i gradova u blizini Gaze (napad je pokrenut 7. listopada 2023.). Ubijeno je oko 1200 Izraelaca, uglavnom civila, dok ih je oko 250 oteto (među žrtvama je i manji broj stranih državljana).  
Potom je izraelska vojska napala Gazu i dijelom je okupirala, a borbe su nastavljene i početkom 2024. (Rat Izraela i Hamasa (2023. - ). Prema palestinskim izvorima do kraja veljače 2024. ubijeno je više od 30.700 Palestinaca, uglavnom civila (70% čine djeca i žene), a ranjenih je bilo više od 72 000. U istom je razdoblju izraelska vojska imala oko 590 poginulih i 3050 ranjenih, dok se broj ubijenih boraca Hamasa procjenjuje na više tisuća. 
S početkom sukoba Izrael je Gazi blokirao opskrbu vodom i električnom energijom, a u napadima je uništio većinu zdravstvenih i školskih objekata (navodeći da se njima koriste borci Hamasa), te je većim dijelom razorio cestovnu i energetsku infrastrukturu. Potkraj 2023. raseljeno je oko 1,9 milijuna stanovništva Gaze (oko 86%).

## Stanovništvo
| Godina | Broj stanovnika |
| ------ | --------------- |
| 1596.  | 6.000           |
| 1838.  | 15.000–16.000   |
| 1882.  | 16.000          |
| 1897.  | 36.000          |
| 1906.  | 40.000          |
| 1914.  | 42.000          |
| 1922.  | 17.480          |
| 1931.  | 17.046          |
| 1945.  | 34.250          |
| 1982.  | 100.272         |
| 1997.  | 306.113         |
| 2007.  | 449.221         |
| 2017.  | 590.481         |

Danas je Gaza većinom naseljena muslimanima sunitima, s manjinom od 3500 kršćana, a većina pripada Grčkoj pravoslavnoj Crkvi. U skladu s popisom stanovništva iz 1997. koje je proveo Palestinski središnji statistički ured (PCBS), Gaza i granični kamp al Šati imali su 353.115 stanovnika, od kojih je 50,9 % muškaraca i 49,1 % žena. Gaza je tada imala mnogo mladog stanovništva od kojih 50,3% imalo do 14 godina, 25,7 % imalo od 15 do 29 godina. Oko 13,6% je bilo između 30 i 44, a 7,7% od 45 do 65 godina i 3,9 % ima više od 64 godine.
U Gazi se nalaze sveučilišta u kojima je zajedno upisano oko 28.500 studenata. Masovna navala Palestinskih izbjeglica povećala je stanovništvo Gaze nakon Arapsko-izraelskog rata 1948. Godine 1967., bilo je šest puta više stanovnika nego 1948. Godine 1997., 51-58 % stanovnika Gaze bili su izbjeglice i njihovi potomci.
Stopa rođenja je visoka, a većina građana živi u siromaštvu, tako da je 2007. godine mnoštvo građana primalo humanitarnu pomoć prema UN-ovoj agenciji za pomoć.
Gradsko stanovništvo nastavilo se povećavati do 590.481 stanovnika 2017. godine, tako da je Gaza postala najveći grad na Palestinskom teritoriju.

### Kršćani
Malobrojna kršćanska zajednica spominje se u doba Teodozija I. Velikog. Za križara je podignuta bazilika Ivana Krstitelja koju je Saladin nakon osvajanja pretvorio u džamiju koja stoji i danas. Danas je broj kršćana u Pojasu Gaze oko 2-3 tisuće. Katolička Crkva potpomaže tamošnju crkvu i školu. Škola, koju su vodile časne sestre i koja je imala 1250 učenika, uništena je u zračnome napadu izraleskih snaga u studenome 2023., kao i Pravoslavni kulturni centar. U gradu djeluje i Grčka pravoslavna Crkva. Jeruzalemska Anglikanska zajednica financira u Gazi bolnicu Al-Ahli-Arab, jedinu kršćansku bolnicu u Pojasu Gaze. Na zemljištu bolnice nalaze se crkva sv. Filipa, koja je tijekom II. Intifade bila pogođena izraelskom raketom. Međukonfesijsko radničko palestinsko biblijsko društvo, osnovano 1993., čije se glavno središte nalazi u istočnom dijelu Jeruzalema, financira podružnice u gradu Gazi i pokreće od 1999. zajednički projekt s misijskim društvom „otvorena vrata“. Jedina kršćanska knjižara/trgovina u Pojasu Gaze je 2006. i 2007. bila pod prijetnjama i ciljem dvaju bombaških atentata. U listopadu 2007. otet je poslovođa prodavaonice, a kasnije je ubijen. 2008. kršćanski centar mladih bio je napadnut i razoren.[nedostaje izvor]

### Židovi
Pronađeni su mozaici sinagoge. Do uklanjanja židovskih naseobina u kolovozu 2005., živjelo je otprilike 8500 Židova u sklopu enklave u 21 židovskoj naseobini.[nedostaje izvor]

## Gospodarstvo
Gaza je bila palestinsko gospodarsko središte, ali to se značajno promijenilo tijekom II. Intifade kad je izraelska vojska polja agruma u Gazi uništila buldožderima.[nedostaje izvor] Mnogi Gažani radili su u izraelskoj servisnoj industriji dok je granica bila otvorena, ali dio Izraelskog unilateralnog osloboditeljskog plana zabranio im je dolaziti raditi u Izrael.[nedostaje izvor] U gradu postoje tekstilna i prehrambena industrija. Raznovrsna roba prodaje se na uličnim tržnicama Gaze, uključujući sagove, keramiku, pleteni namještaj i pamučnu odjeću. U skladu s izvještajem OXFAM-a, klaonice su zatvorene zbog ekonomskog zatvaranja koje je nametnuo Izrael.[nedostaje izvor] Gaza služi kao prometno čvorište za Pojas Gaze i ima malu luku koja služi za lokalne ribarske brodice. Rašireni su oskudica, nezaposlenost i siromašni životni uvjeti. Gaza ima ozbiljne poteškoće u stanovanju, obrazovanju, zdravstvu, infrastrukturi te neodgovarajući kanalizacijski sustav, što sve pridonosi ozbiljnim higijenskim i javnozdravstvenim problemima. Ekonomsko stanje Gaze bilo je dugoročno u stagnaciji i većina je razvojnih indikatora u nazadovanju. Oko 75% stanovnika trenutno je ovisno o donacijama Svjetske prehrambene organizacije (WEP-a).[nedostaje izvor]

## Gradovi prijatelji
Gaza je zbratimljena sa slijedećim gradovima:
| - Barcelona, Španjolska (1998.) - Cáceres, Španjolska (2010.) - Cascais, Portugal (2000.) - Dunkirk, Francuska (1996.) | - Tabriz, Iran (2013.) - Tel Aviv, Izrael (1998.) - Torino, Italija (1997.) - Tromsø, Norveška (2001.) |

## Vanjske poveznice
- Službene stranice Grada
- Sveučilište Al-Azhar iz Gaze  Arhivirana inačica izvorne stranice od 11. svibnja 2006. (Wayback Machine)